# ونک کریک (ویسکانسین)
ونک کریک، ویسکانسین (به انگلیسی: Vance Creek, Wisconsin) یک سکونتگاه مسکونی در ایالات متحده آمریکا است که در شهرستان بارون، ویسکانسین واقع شده‌است.

## خصوصیات
ونک کریک ۹۱٫۸ کیلومترمربع مساحت و ۶۶۹ نفر جمعیت دارد و ۳۶۸ متر بالاتر از سطح دریا واقع شده‌است.